# Message 04
『Message 04』（メッセージ・ゼロフォー）は、茅原実里の4作目のミュージッククリップDVD。2012年4月4日にGloryHeavenから発売された。

## 概要
前作『Message 03』から約2年ぶりのリリース。映像作品全体では2011年2月23日に発売された『Minori Chihara Live 2010 "SUMMER CAMP 2"』以来約1年2ヶ月ぶりのリリース。
本作のリリースは、2012年2月29日に発売されたの自身の4枚目のオリジナルアルバム『D-Formation』と同様、2011年11月13日、11月18日になんばHatch、Zepp Tokyoで開催された自身のファンクラブ『m.s.s』のファンクラブイベント『MINORI'S BIRTHDAY VOL.4』で発表された。
ディスクは2枚組の構成になっており、1枚目に9枚目のシングル「Freedom Dreamer」から13枚目のシングル「TERMINATED」、12枚目のシングル「Planet patrol」のカップリング曲「purest note 〜あたたかい音」のPVと特典映像、2枚目にドキュメンタリー映像「Grateful Days」が収録されている。
本作の「Grateful Days」は、2010年4月10日から5月30日まで開催されたコンサートツアー『Minori Chihara Live Tour 2010 〜Sing All Love〜』の開催から4作目のオリジナルアルバム『D-Formation』の完成までが収録された歌手活動のドキュメンタリー映像となっている。
2012年3月12日に本作のジャケットデザインが公開された。ジャケット撮影は同年2月13日に行われた。また、デザインテーマは「旅」である。
2012年3月22日には本作のダイジェスト映像がYouTube、ニコニコ動画のLantis公式ちゃんねる『Lantisちゃんねる』から配信された。また、同日にはランティスオフィシャルサイト内に本作の特設サイトが開設された。
自身のファンクラブ『m.s.s』の企画として「茅原実里へ200字のMessage」が2012年1月31日から2月5日まで行われた。内容は2010年から2012年までの茅原の音楽活動への想いを募ったものであり、応募された文章の中から数通が本作のドキュメンタリー映像「Grateful Days」の中でその一部が茅原実里により音読されている。
2012年4月16日付のオリコン週間音楽DVDチャートで13位を獲得した。また、デイリーチャートでは音楽DVDチャートで4月3日付で9位、4月4日付で最高位の8位、4月5日付で10位を獲得し、3日連続でTOP10入りを果たした。総合DVDチャートでは4月3日付で最高位の12位を獲得した。
その後長らく「Message」シリーズの続編は作られなかったが、2021年以降の作品の特典映像として新作が制作されミニアルバム「Re:Contact」にアルバムと同年の河口湖コンサートの密着ドキュメンタリー等を収めた9年ぶりの新作「Message 05」、ライブBD「Minori Chihara the Last Live 2021 〜Re:Contact〜」に同ライブの密着映像「Message 5.5」が収録されている。

## 収録内容

### DISC-1
1. Freedom Dreamer（5:28）
2. Defection（4:24）
3. KEY FOR LIFE（5:16）
4. Planet patrol（4:37）
5. purest note 〜あたたかい音（7:45）
6. TERMINATED（4:34）
7. Dream Wonder Formation（5:26）

特典映像
1. Freedom Dreamer（Niijima ver.）（2:00）
  - 新島で行われたCDジャケット撮影の際に本編MVに先駆けて撮影された宣伝用の映像。沖縄で撮影された本編MVと異なり1コーラスのみの構成となっている。
2. みのりん音頭（4:07）
  - 2011年8月5日-8月7日に河口湖ステラシアターで開催された『Minori Chihara Live 2011 "SUMMER CAMP 3"』で販売された会場限定シングル楽曲。
3. 宇宙刑事みのりんポリス プラネットパトロール（20:46）
  - 2011年11月13日・11月18日になんばHatch、Zepp Tokyoで開催された自身のファンクラブ『m.s.s』のイベント『MINORI'S BIRTHDAY VOL.4』で上映された「Planet patrol」をモチーフとした短編特撮ドラマと制作ドキュメント。
4. 武道館公演告知ムービー（2:03）
  - 2010年4月3日にSTUDIO COASTで開催された『「茅原実里のradio minorhythm」公開録音』で上映された全国ツアー「Minori Chihara Live Tour 2010～Sing All Love～」日本武道館追加公演決定の告知映像。
5. 応援映像 from minorin's staff（4:40）
  - 『Minori Chihara Live Tour 2010～Sing All Love～』日本武道館公演最終リハーサル時に茅原本人だけに見せるべく制作されたスタッフ一同からの応援メッセージ映像とメッセージ再生後の控室での密着映像。

### DISC-2
Grateful Days
1. 2010.05.30 Minori Chihara Live Tour 2010～Sing All Love～日本武道館公演MC・歌詞朗読「一等星」より・オープニング映像
2. 歌詞朗読「sing for you」より
3. 2010.05.30 Minori Chihara Live Tour 2010～Sing All Love～日本武道館公演
4. Message for Minori（1）
5. 9th Single "Freedom Dreamer"
6. 歌詞朗読「Freedom Dremer」より
7. 2010.08.07-08 "SUMMER CAMP 2" 河口湖ステラシアター
8. Message for Minori（2）・Animero Summer live 2010-evolution-さいたまスーパーアリーナ・2010.10.08-10.10 The New York Anime Festival Jacob K.Javits Convention Center(New York)
9. Message for Minori（3）
10. 10th & 11th Singles"Defection"+"Key For Life"
11. Message for Minori（4）・2011.02.06 Minori Chihara Live Tour 2011～Key For Defection～Rehearsal
12. 2011.02.12-05.08 Minori Chihara Live Tour 2011～Key For Defection～
13. Minori Chihara Live Tour 2011～Key For Defection～ 2011.05.02 Zepp Tokyo振替公演・2011.05.08 Zepp Sapporo振替公演
14. Message for Minori（5）
15. 12th Single "Planet patrol"
16. 2011.08.05-08.07"SUMMER CAMP 3"河口湖ステラシアター
17. Message for Minori（6）・SUMMER CAMP 3密着映像
18. Message for Minori（7）
19. 13th Single "TERMINATED"
20. Message for Minori（8）
21. 2011.11.20 Minori Chihara Acoustic Live 2011 日本青年館大ホール
22. 歌詞朗読「巡り合い～かけがえのないもの～」より
23. 4th Album"D-Formation"
24. 2011.12.31 MINORI CHIHARA LIVE 2011 FINAL & COUNTDOWN LIVE 2011-2012 神奈川県民ホール大ホール
25. Message for Minori（9）・2012.01.07-07.08 "D-Formation" Recording 札幌I've STUDIO・2012.01.14 "暁月夜" Recording
26. "アイノウタ"from D-Formation
27. 歌詞朗読「アイノウタ」より・D-Formationレコーディング終了・D-Formationパッケージ完成
28. Message for Minori（10）
29. スタッフロール

## スタッフ・クレジット
- Perfomed by 茅原実里
- Producer：斎藤滋（Lantis）
- Creative producer：小島冬樹（Lantis）
- Art direction&design：吉野磨衣子
- Photographer：円山正史
- Stylist：清松恵
- Hair&Make-up：中島さつき
- Location cooperation：夢の島熱帯植物館
- Movie production：要堂、COO、GOIS
- Promotion producer：鈴木めぐみ（Lantis）
- Executive promoter：松村起代子（Lantis）
- Sales promotion producer：佐橋計（Lantis）
- Sales promotion：臼倉竜太郎（Lantis）
- A&R support：保坂拓也（Lantis）
- Artist brand management：瀬野大介（Linkarts）
- Management assistant：大塚裕介、佐々木真理英（avex Planning&Development）
- Fan club staff：片野安則、安田まどか、木村渚沙、有馬幸宏、成田奈穂（ROM SHARING）
- Supervisor：本田健二（avex Planning&Development）
- Executive supervisor：伊藤善之
- Executive producers：井上俊次（Lantis）、青木義人（avex Planning&Development）
- Special supporters：m.s.s members
- Very special thanks：ALL FANS

### DISC-1
Freedom Dremer
- Producer：川瀬"sam"新一
- Director：田原英孝
- DOP：鯵坂輝国
- Production manager：高橋良平
- Video Engineer：大山泰斗
- Gaffer：仲里哲也
- Grip：鳥越博文
- Editor：佐々木賢一
- Hair&Make-up：清水恵美子
- Styling：谷口美夏
- Location coordinator:米原直紀

Defection
- Director：服部智聡
- Camera:結城真司
- Light：富樫広典
- ART：橋本昌和
- Hair&Make-up：清水恵美子
- Styling：谷口美夏
- Line Producer：金子雅之
- Production Manager：島崎稔也、小山美佳
- Producer：河合真一
- Production：Coo Inc.

KEY FOR LIFE
- Director：服部智聡
- Camera:結城真司
- Light：富樫広典
- ART：横井結湖
- Hair&Make-up：清水恵美子
- Styling：川村繭美
- Line Producer：金子雅之
- Production Manager：島崎稔也、吉田まい
- Producer：河合真一
- Production：Coo Inc.

Planet patrol
- Cast:貝川恵美子（ゲン企画）、たなむらひな（オスカープロモーション）、黒木尚典（ゲン企画）、佐野順子（ゲン企画）、生華薫（ゲン企画）、吉田小百合、藤田愛
- Co-Production：ゴイス
- Video Producer：末広哲士
- Director of Photographer：橋本清明
- Lighting Director：清水健一
- Camera Chief：花村也寸志
- Camera Assistant：熊谷美央
- Light Chief：合田崇
- Light Assistant：中山厚
- Production Manager：石崎菜美子
- Production Assistant：藤田大介（ゴイス）、小島一好
- Video Director：福居英晃
- Hair&Make-up：清水恵美子
- Styling：谷口美夏

purest note～あたたかい音
- Producer：川瀬"sam"新一
- Director：藤田"popolo"宏治
- DOP/CAM：佐久間新二
- CAM:井出雅之、仲川貴裕
- Production manager：高橋亮平
- Video Engineer：山内章平
- Grip：三上孝、エディ宮川、山本淑恵
- Recording Engineer：武藤昌俊、橋爪香織、岡田翼
- Hair&Make-up：清水恵美子
- Styling：谷口美夏

TERMINATED
- Producer：川瀬"sam"新一
- Director：田原英孝
- DOP：鯵坂輝国
- Production manager：高橋良平
- Lighting director：後藤謙一
- Art director：岩崎かおり
- Grip：三上孝
- Editor:安田雄策
- Hair&Make-Up：清水恵美子
- Styling：安東聡

Dream Wonder Formation
- Producer：川瀬"sam"新一
- Director：田原英孝
- DOP：対馬ヒロミ
- Production manager：一法師幹也
- Lighting director：西山嘉治
- Art director：小林慎典
- Editor：安田雄策
- Hair&Make-up：今野真樹
- Styling：安東聡

特典映像 Freedom Dreamer(Niijima ver.)
- Producer：川瀬"sam"新一
- Director/CAM：伊藤"Arden"寛
- Hair&Make-Up：清水恵美子
- Styling：谷口美夏

特典映像 宇宙刑事みのりんポリスプラネットパトロール
- Producer：瀬野大輔、斉藤秀
- Production manager：川瀬"sam"新一
- Director：茅原実里
- Editor：藤田"popolo"宏治
- DOP/CAM：近藤周作
- CAM：船津雅美
- Sound designer：杉本視
- Lighting Director：斉藤卓
- Art directror：小林慎典、岩崎かおり
- Stunt coorinator：大西雅樹
- Special Effects：大宮敏明
- Hair&Make-up：清水恵美子、檜笠加奈子
- Styling：谷口美夏

### DISC-2
- Producer：川瀬"sam"新一
- Director：藤田"popolo"宏治
- Assistant director：金谷美紗子
- DOP：金子聡司
- CAM：山下智博
- Sound：田中洋
- Lighting Director：斉藤卓
- Hair&Make-up：中島さつき
- Editor：星野政樹
- Mixing Engineer：横田智昭
- Post production：マルニスタジオ
- Promotion producer：鈴木めぐみ（Lantis）
- Sales promotion producer：佐橋計（Lantis）
- Sales promotion：臼倉竜太郎（Lantis）
- A&R support：保坂拓也（Lantis）
- Executive promoter：松村起代子（Lantis）
- Management assistant：大塚裕介、佐々木真理英（avex Planning&Development）
- Thanks：Grand-Slam、文化放送、avex artist academy
- Special thanks：ドワンゴ
- Producer：斎藤滋（Lantis）
- Artist brand management：瀬野大介（Linkarts）
- Supervisor：本田健二（avex Planning&Development）
- Executive supervisor：伊藤善之
- Executive producers：井上俊次（Lantis）、青木義人（avex Planning&Development）
- Special supporters：m.s.s members
- Very special thanks：ALL FANS